# Andrei Wladimirowitsch Anikin
Andrei Wladimirowitsch Anikin (russisch Андрей Владимирович Аникин; * 9. September 1927 in Tomsk; † 29. August 2001 in Moskau) war ein russisch-sowjetischer Ökonom und Autor.
Anikin wirkte als Professor am Moskauer Institut für Weltwirtschaft und internationale Beziehungen. Schwerpunkte seiner Forschung lagen in den Bereichen Geldzirkulation, Banken, internationales Währungssystem und der US-Wirtschaft.

## Leben
Anikin schloss sein Studium im Jahr 1949 am Institut für Außenhandel in Moskau ab und promovierte anschließend 1953 am Moskauer Finanzinstitut. Mit seiner Habilitation „Das Kreditsystem des modernen Kapitalismus. Studie über die Materialien in den USA.“ erlangte er 1964 den akademischen Grad des Doktors der Wirtschaftswissenschaften.
Von 1949 bis 1957 war Anikin im russischen Ministerium für Außenhandel und im Staatlichen Komitee für Außenwirtschaftsbeziehungen tätig. Im Jahr 1957 begann er seine Tätigkeit als Leiter der Forschung am Institut für Weltwirtschaft und Internationale Beziehungen. Von 1965 bis 1992 war er ebenfalls in der Abteilung für Politische Ökonomie der wirtschaftswissenschaftlichen Fakultät der Lomonossow-Universität tätig.
Nach der politischen Wende war Anikin zwischen 1990 und 1994 als Berater der Investmentbank Morgan Stanley tätig.
Neben seinen wissenschaftlichen Werken veröffentlichte Anikin auch Science-Fiction-Werke und schrieb enzyklopädische Artikel, die unter anderem in der dritten Auflage der Großen Sowjetischen Enzyklopädie veröffentlicht wurden.

## Werke
- A. W. Anikin: Ökonomen aus drei Jahrhunderten. Das Leben und Wirken der Ökonomen vor Marx und Engels. Übersetzung aus dem Russischen von Günter Wermusch. Berlin, Verlag Die Wirtschaft 1974 (Verlag Marxistische Blätter, Frankfurt am Main 1974, ISBN 3-88012-065-X)
- Andrei W. Anikin: Lenins Imperialismustheorie und die Gegenwart. Hrsg. vom Institut für Internationale Politik und Wirtschaft der DDR, Berlin, Dietz, 1980
- Andrej V. Anikin: Gold. 3. neuverf. und erw. Aufl., Berlin, Verlag Die Wirtschaft 1987, ISBN 3-349-00223-4
- Andrej Anikin u.A.: USA. Politik und Ökonomie.  Hrsg. vom Institut für Internationale Politik und Wirtschaft der DDR, Berlin, Dietz Verlag 1988, ISBN 3-320-01115-4
- Andrej Anikin: Der Weise aus Schottland. Adam Smith. Übersetzung von Günter Wermusch, Holzstiche: Harald Larisch, Berlin, Verlag Die Wirtschaft 1990, ISBN 3-349-00647-7